# Informationsstelle Bildungsauftrag Nord-Süd
Die WUS-Informationsstelle Bildungsauftrag Nord-Süd koordiniert und informiert über die entwicklungsbezogene Bildungsarbeit in der Bundesrepublik Deutschland. Die Informationsstelle hat ihren Sitz in Wiesbaden.
Sie finanziert sich als Gemeinschaftsprojekt der Bundesländer, des Bundesministeriums für wirtschaftliche Zusammenarbeit und Entwicklung (BMZ), der Europäischen Union (EU) und des Ausschusses für entwicklungsbezogene Bildung und Publizistik der Evangelischen Kirche in Deutschland (ABP). Grundlage ihrer Arbeit ist der Beschluss der Ministerpräsidenten der Länder vom 28. Oktober 1988 zur Entwicklungszusammenarbeit der Länder.
Die wichtigsten Aufgaben der WUS-Informationsstelle Bildungsauftrag Nord-Süd sind:
- Herstellung und Unterhaltung eines bundesweiten Informationsnetzes zwischen Bildungsträgern, Verbänden, Nichtregierungsorganisationen, den Ländern und den entsprechenden Institutionen zur entwicklungspolitischen Bildungsarbeit.

- Vierteljährliche Herausgabe des Rundbriefes Bildungsauftrag Nord-Süd mit Hinweisen auf neue Materialien, auf neue Entwicklungen, mit Nachrichten aus den Ländern und einem systematischen bundesweiten Seminarkalender; weiterhin Veröffentlichung eines monatlichen Seminarkalenders in der Frankfurter Rundschau und den bildungspolitischen Zeitschriften kursiv und Lernwelten.

- Erstellung von Studien, Nachschlagewerken und annotierten Adressverzeichnissen zur entwicklungspolitischen Bildungsarbeit.

- Aufbau und Pflege einer Homepage zur entwicklungsbezogenen Bildungsarbeit in der Bundesrepublik Deutschland.

- Inhaltliche und logistische Unterstützung bei Planung und Durchführung von Veranstaltungen der Länder und der Nichtregierungsorganisationen zur entwicklungsbezogenen Bildungsarbeit sowie die

- Übernahme der diesbezüglichen Öffentlichkeitsarbeit.

- Sekretariatsfunktionen für die Arbeitsgruppe „Informations- und Bildungsarbeit“ des Bund-Länder-Ausschusses Entwicklungszusammenarbeit.

- Mitwirkung in der Arbeitsgruppe „Entwicklungspolitische Bildung“ des VENRO (Verband Entwicklungspolitik deutscher Nichtregierungsorganisationen).

- Regelmäßige Berichterstattung über die Arbeit der AG „Entwicklungspolitische Bildung“ im VENRO in der Zeitschrift für internationale Bildungsforschung und Entwicklungspädagogik (ZEP)

- Kooperation mit den entsprechenden Einrichtungen des europäischen Auslands und des Europarates.

- Öffentlichkeitsarbeit zur Verankerung entwicklungspolitischer Inhalte in der schulischen und außerschulischen Bildung.